# Thalictrum grandifolium
Thalictrum grandifolium là một loài thực vật có hoa trong họ Mao lương. Loài này được S. Watson miêu tả khoa học đầu tiên năm 1888.